# Vala Mal Doran
Vala Mal Doran je izmišljeni lik iz znanstveno fantastične TV serije Zvjezdana vrata SG-1. Glumi je australijska glumica Claudia Black.

## Povijest
Vala Mal Doran se prvi puta pojavljuje u osmoj sezoni u epizodi Odbjegli Prometej kada ukrade zemaljski svemirski brod i zajedno s njim Daniela Jacksona. U desetoj sezoni ona postaje punopravni član SG-1 tima. 
O Valinoj prošlosti zna se jako malo. Bila je samostalni lopov koji nije poznavao nikakve granice. Otac prevarant napustio ju je kad je bila dijete. Ostala je živjeti sama s majkom, koja je također prema Valinoj priči umrla dok je ona bila mlada. Nakon toga njezin otac se oženio drugom ženom po imenu Adrija. S njom Vala nije imala dobre odnose. Jedno je vrijeme bila sluga Goa'uldu Qeteshu. Ona je majka Orisi.